# Placký Dvůr
Placký Dvůr (německy Platzer Hof) je osada v okrese Třebíč v kraji Vysočina. Jde o místní část obce Ocmanice. Nachází se asi 3 km severozápadně od Náměšti nad Oslavou a 19 km východně od centra Třebíče.
V Plackém Dvoře je registrováno osm čísel popisných: 36, 75, 76, 77, 78, 79, 80 a 81. V okolí se nachází několik rybníků, např. Stejskal nebo Malé a Velké Rozběhlo. Nedaleko se též nachází Padrtův mlýn.
V roce 2008 byla postavena nová silnice do Plackého Dvora. Zdejší alej, Stromořadí u Dvorku, byla zařazena mezi chráněné památné stromy České republiky.